# نيكولا آدم
نيكولا آدم (بالفرنسية: Nicolas Adam)‏ هو لاعب جمباز فني لوكسمبورغي، (ولد في إيش سوغ ألزيت في لوكسمبورغ 1881 – 1957 م).

## وصلات خارجية
- نيكولا آدم على موقع أوليمبيديا (الإنجليزية)